# Auguste Blaes
Michel-Auguste Blaes (Brussel, 1809 - aldaar, 2 december 1855) was een Belgisch liberaal journalist en Brussels schepen van Openbare Werken.

## Levensloop
Michel-Auguste Blaes studeerde aan het atheneum van zijn geboortestad. Hij vervolgde zijn studies aan de Universiteit van Luik en werd daar in 1830 doctor in de rechten. Hij zou het beroep van advocaat echter nooit uitoefenen maar journalist worden: eerst voor Le Courrier Belge en later als hoofdredacteur van L'Observateur. 
In 1845 werd hij lid van de Brusselse gemeenteraad en in 1848 schepen van Openbare Werken onder het burgemeesterschap van Charles de Brouckère. Hij ijverde voor de aanleg van brede voetpaden, het aansluiten van alle Brusselse huizen op het waterdistributienet. Hij saneerde de Marollen door er in de jaren 1850 een brede, rechte straat aan te leggen die zijn naam kreeg: de Blaesstraat. Hij stierf na een slepende ziekte op 45-jarige leeftijd.